# Epode
Epode (altgriechisch ἐπῳδός epōdós, deutsch ‚Nachgesang‘, ‚Schlussgesang‘) bezeichnete ursprünglich den letzten Teil in altgriechischen dreiteiligen Chorliedern und Hymnen, wobei die beiden ersten Teile, die Strophe und die Antistrophe, metrisch gleichartig sind, während die Epode meist eine abweichende metrische Form hat. Man spricht hier von periodischen Epoden. Beispiele sind etwa Pindars Epinikien. Im Barock wurde die Form von Weckherlin und Gryphius nachgebildet.
Stichische Epode wird dagegen der zweite, kürzere Vers in einem Distichon genannt (nicht aber im elegischen Distichon) bzw. das Distichon selbst wird als distichische Epode bezeichnet. Häufig sind hier Hexameter oder jambische Trimeter gefolgt von jambischem Dimeter.
Schließlich werden auch in diesen wechselnden Versmaßen verfasste Strophen und Gedichte als Epoden bezeichnet. Die Erfindung wird dem Dichter Archilochos zugeschrieben, nach dem die Archilochische Strophe benannt ist. Archilochos und Hipponax verwendeten die Form für Invektiven, weshalb die distichische Epode der Iambik zugeordnet wurde und später sowohl der hellenistische Dichter Kallimachos als auch der Römer Horaz ihre Epoden Iambi nannten.
Bekannt sind heute vor allem die Epoden des Horaz, der die Form in die lateinische Dichtung einführte. Die Sammlung von 17 Gedichten erschien in den 30er Jahren des 1. Jahrhunderts v. Chr. und verwendet neben rein jambischen Formen (die ersten 10 Gedichte sind jambische Trimeter/Dimeter; Nr. 17 ist reiner Trimeter) auch andere Metren, zum Beispiel daktylischer Hexameter und Tetrameter (Nr. 12), jambische Maße und Hexameter (Nr. 13–16) sowie Jambus und Elegiambus (Nr. 11).
In der modernen Lyrik wurde die Form von Rudolf Borchardt in seinem gegen die Nationalsozialisten gerichteten Gedicht Nomina Odiosa (1935) verwendet.